# Sven Bergvall
Sven Bergvall, född 25 maj 1881 i Västerfärnebo församling, Västmanlands län, död 2 november 1960 i Oscars församling i Stockholm, var en svensk skådespelare. Han var bror till Erik Bergvall och Harry Bergvall.

## Biografi
Bergvall scendebuterade 1901 vid Emil Hillbergs sydsvenska teatersällskap. Året därpå uppträdde han som Sherlock Holmes på Folkan. 1901–1902 var han verksam hos John Lindlöf i Finland, 1903–1905 hos Emil von der Osten, 1905–1906 vid Emil Strömbergs teatersällskap, 1907–1908 vid Folkteatern i Göteborg, 1909–1910 och 1916–1917 hos Albert Ranft, samt 1910–1916 arbetade han vid Svenska Teatern i Helsingfors, innan han engagerades vid Dramatiska teatern 1917. Bergvall var 1922–1924 ordförande i Svenska skådespelarföreningen, och som sekreterare i Svenska teaterförbundet 1924–1953 och ordförande i dess fackorganisation 1945–1953 gjorde han betydande insatser för att förbättra skådespelarnas villkor.
Bland hans roller märks Othello, Basilius i Livet en dröm, Theseus i Fedra och Birger Jarl i Bröllopet på Ulfåsa. , andra kända roller var Gert bokpräntare i Mäster Olof, Napoleon i Madame Sans Gêne, Metternich i Örnungen och Panurgus i Cenodoxus.
Han var från 1913 gift med skådespelaren Anna Bergvall, född Rosén. De är begravda på Norra begravningsplatsen utanför Stockholm.

## Filmografi (urval)
- 1914 - Gatans barn
- 1915 - Minlotsen
- 1920 - Familjens traditioner
- 1922 - Det omringade huset
- 1923 - En rackarunge
- 1925 - Damen med kameliorna
- 1925 - Karl XII
- 1925 - Karl XII del II
- 1925 - Ingmarsarvet
- 1926 - Charleys tant
- 1926 - Hon, den enda
- 1929 - Rågens rike
- 1934 - Sången om den eldröda blomman
- 1935 – Fredlös
- 1937 - Konflikt
- 1938 – I nöd och lust
- 1939 - Filmen om Emelie Högqvist
- 1940 - Vildmarkens sång
- 1940 - Vi tre
- 1941 - Tänk, om jag gifter mig med prästen
- 1941 - Snapphanar
- 1942 - Rid i natt!
- 1942 - Doktor Glas
- 1943 - Elvira Madigan
- 1943 - Livet på landet
- 1943 - Kungsgatan
- 1943 – Ungt blod
- 1944 - Excellensen
- 1944 - Mitt folk är icke ditt
- 1945 - Trötte Teodor
- 1945 - Den glade skräddaren
- 1946 - Djurgårdskvällar
- 1947 - Folket i Simlångsdalen
- 1947 - Tösen från Stormyrtorpet
- 1947 - Rallare
- 1948 - Intill helvetets portar
- 1948 - Janne Vängmans bravader
- 1948 - Greven från gränden
- 1954 - Taxi 13
- 1954 - Seger i mörker

## Teater

### Roller (inte komplett)
| År   | Roll                                           | Produktion                                                 | Regi                    | Teater                  |
| ---- | ---------------------------------------------- | ---------------------------------------------------------- | ----------------------- | ----------------------- |
| 1908 | Fiolspelare                                    | De löjliga preciöserna Molière                             | Emil Grandinson         | Dramaten                |
| 1918 | Harlekin, teaterdirektör                       | Pierrots drama Sil-Vara                                    | Anders de Wahl          | Dramaten                |
| 1919 | Utkin                                          | Fanvakt Otto Rung                                          | Tor Hedberg             | Dramaten                |
| 1920 | Fredrik                                        | Paradsängen Gunnar Heiberg                                 | Karl Hedberg            | Dramaten                |
| 1920 | Clavignac                                      | Låt oss skiljas Victorien Sardou och Émile de Najac        | Karl Hedberg            | Dramaten                |
| 1920 | Fouques                                        | Äventyret Gaston Arman de Caillavet och Robert de Flers    | Karl Hedberg            | Dramaten                |
| 1921 | Barak                                          | Turandot Carlo Gozzi                                       | Olof Molander           | Dramaten                |
| 1921 | Dourlan                                        | Hemkomsten Robert de Flers och Francis de Croisset         | Karl Hedberg            | Dramaten                |
| 1921 | Norberg                                        | Svenskt folk Ivar Thor Thunberg                            | Gustaf Linden           | Dramaten                |
| 1921 | Hector Husabye                                 | Villa Hjärtedöd George Bernard Shaw                        | Karl Hedberg            | Dramaten                |
| 1921 | Archibald Hannay                               | Jokern H. Marsh Harwood                                    | Olof Molander           | Dramaten                |
| 1922 | Greve d'Eguzon                                 | Äventyret Gaston Arman de Caillavet och Robert de Flers    | Karl Hedberg            | Dramaten                |
| 1922 | Främlingen                                     | Ett kasperspel Einar Rosenberg                             | Olof Molander           | Dramaten                |
| 1923 | Mr Latimer                                     | Vägen till Dover A. A. Milne                               | Karl Hedberg            | Dramaten                |
| 1925 | Boron de Varville                              | Kameliadamen Alexandre Dumas d. y.                         | Olof Molander           | Dramaten                |
| 1925 | Ärkebiskopen av Rheims                         | Sankta Johanna George Bernard Shaw                         | Gustaf Linden           | Dramaten                |
| 1926 | Arthur Fenwick                                 | Societet W. Somerset Maugham                               | Gustaf Linden           | Dramaten                |
| 1927 | Gobb, eldförman                                | Ombord Prins Wilhelm                                       | Olof Molander           | Dramaten                |
| 1927 | Chantrel                                       | Doktor Mirakel Robert de Flers och Franois de Croisset     | Karl Hedberg            | Dramaten                |
| 1928 | Doktor Sarkany                                 | Försvarsadvokaten Ferenc Molnar                            | Karl Hedberg            | Dramaten                |
| 1928 | Cyrus Carve                                    | Ryktbarhet Arnold Bennett                                  | Gustaf Linden           | Dramaten                |
| 1929 | Waldorf                                        | Siegfried Jean Giraudoux                                   | Olof Molander           | Dramaten                |
| 1930 | Oscar Muche                                    | Topaze Marcel Pagnol                                       | Gustaf Linden           | Dramaten                |
| 1931 | Campion                                        | Känslornas marknad Roger Ferdinand                         | Gustaf Linden Ivar Kåge | Dramaten                |
| 1931 | Armas                                          | Jag har varit en tjuv! Sigfrid Siwertz                     | Olof Molander           | Dramaten                |
| 1931 | Richard Wardle                                 | Pickwick-klubben František Langer efter Charles Dickens    | Olof Molander           | Dramaten                |
| 1932 | Ammos Feodorovitj Ljapkin-Tjapkin              | Revisorn Nikolaj Gogol                                     | Alf Sjöberg             | Dramaten                |
| 1932 | Biskopen                                       | Över förmåga Björnstjerne Björnson                         | Alf Sjöberg             | Dramaten                |
| 1933 | Herren Gud                                     | Guds gröna ängar Marc Connelly                             | Olof Molander           | Dramaten                |
| 1933 | Lars Siggeson                                  | Mäster Olof August Strindberg                              | Olof Molander           | Dramaten                |
| 1934 | Lafayette                                      | De hundra dagarna Benito Mussolini och Giovacchino Forzano | Rune Carlsten           | Dramaten                |
| 1934 | Herrn v. Eberkopf                              | Per Gynt (Peer Gynt) Henrik Ibsen                          | Per Lindberg            | Kungliga Operan         |
| 1934 | Sir Lucius O'Trigger                           | Rivalerna Richard Brinsley Sheridan                        | Alf Sjöberg             | Dramaten                |
| 1934 | Émile Tavernier                                | Den italienska halmhatten Eugene Labiche                   | Olof Molander           | Dramaten                |
| 1935 | Ingenjör Planertz                              | Kvartetten som sprängdes Birger Sjöberg                    | Rune Carlsten           | Dramaten                |
| 1935 | General Roussy des Charmilles                  | Den gröna fracken Gaston Arman de Caillavet                | Rune Carlsten           | Dramaten                |
| 1936 | Rådman                                         | Fridas visor Birger Sjöberg                                | Rune Carlsten           | Dramaten                |
| 1937 | Ryttmästare Clas-Hugo Treffenfeldt             | Skönhet Sigfrid Siwertz                                    | Alf Sjöberg             | Dramaten                |
| 1937 | Malvin Monsen                                  | Vår ära och vår makt Nordahl Grieg                         | Alf Sjöberg             | Dramaten                |
| 1937 | Maisetaines                                    | Khaki Paul Raynal                                          | Alf Sjöberg             | Dramaten                |
| 1939 | Arne Kraft                                     | Paul Lange och Tora Parsberg Björnstjerne Björnson         | Rune Carlsten           | Dramaten                |
| 1939 | Foucart                                        | Bridgekungen Paul Armont och Léopold Marchand              | Rune Carlsten           | Dramaten                |
| 1939 | Riksdagsman Karlsson                           | Kejsaren av Portugallien Selma Lagerlöf                    | Rune Carlsten           | Dramaten                |
| 1940 | Professor Halvar Askander                      | Medelålders herre Sigfrid Siwertz                          | Rune Carlsten           | Dramaten                |
| 1940 | Carlson                                        | Möss och människor John Steinbeck                          | Alf Sjöberg             | Dramaten                |
| 1940 | Henderson                                      | Koppla av Moss Hart                                        | Carlo Keil-Möller       | Dramaten                |
| 1940 | Överste von Flums                              | Den lilla hovkonserten Toni Impekoven och Paul Verhoeven   | Rune Carlsten           | Dramaten                |
| 1941 | Edgar Bragg, chef för kliniken Hopewell Towers | Gudarna le A.J. Cronin                                     | Carlo Keil-Möller       | Dramaten                |
| 1943 | Doktor Säby                                    | Den stora skuggan Carlo Keil-Möller                        | Carlo Keil-Möller       | Dramaten                |
| 1953 | Gamle Ekdal                                    | Vildanden Henrik Ibsen                                     | Börje Mellvig           | Riksteatern             |
| 1955 |                                                | Markurells i Wadköping Hjalmar Bergman                     | Sandro Malmquist        | Skansens friluftsteater |
| 1956 | Rektorn                                        | Topaze Marcel Pagnol                                       | Sandro Malmquist        | Riksteatern             |
| 1956 | Doktor Baugh                                   | Katt på hett plåttak Tennessee Williams                    | Per Gerhard             | Vasateatern             |

## Radioteater

### Roller
| År   | Roll                        | Produktion                                 | Regi             |
| ---- | --------------------------- | ------------------------------------------ | ---------------- |
| 1946 | Portvakten                  | Teater Guy Bolton                          | Rune Carlsten    |
| 1948 | Mecaenas, Caesars anhängare | Antonius och Kleopatra William Shakespeare | Alf Sjöberg      |
| 1950 | Överste Hollan              | Det hemliga rummet Nigel Balchin           | Henrik Dyfverman |